# حزلقوم
حزلقوم أو حزلئوم هي شخصية كوميدية خيالية يؤديها الممثل أحمد مكي، ظهرت في العديد من الأعمال الفنية والإعلانية. كانت البداية في عام 2010 مع فيلم لا تراجع ولا استسلام، ثم ظهرت الشخصية لاحقاً في العديد من الأعمال منها سيما علي بابا ثم الجزء الثالث من مسلسل الكبير أوي واستمرت في الجزأين الرابع والخامس على التوالي، وظهرت الشخصية أيضاً في بعض الإعلانات الشهيرة.

## فكرة الشخصية
ترجع فكرة ابتكار الشخصية إلى الممثل أحمد مكي والمخرج أحمد الجندي صاحبي فكرة فيلم لا تراجع ولا استسلام (القبضة الدامية)، واشترك في كتابة السيناريو المؤلف شريف نجيب وأنتج الفيلم عام 2010، وبعد النجاح الكبير الذي حققته هذه الشخصية حتى أصبحت فريدة وذات شعبية، أعيد استغلالها لاحقاً في العديد من الأعمال الفنية.

## ملامح الشخصية
تحاكي شخصية حزلقوم نوعية بعض الشباب في المناطق الشعبية المصرية خلال حقبة التسعينيات، حيث تحمل الشخصية نفس هيئتهم وملابسهم من حيث الشعر المجعد والطويل من الأمام والخلف، مع ارتداء القمصان ذات الألوان الغريبة غير المتناسقة، وارتداء السلاسل والأساور غريبة الشكل، وتتميز شخصية حزلقوم بالشخص الغبي الساذج كثير الأخطاء، ولكنه يعتبر شخصا طيبا وخفيف الظل، مع التحدث بأسلوب شعبي مستخدما نبرة ذات صوت غريبة.

## الأعمال التي ظهرت بها

### أفلام
- فيلم لا تراجع ولا استسلام (2010)
- فيلم سيما علي بابا [3]

### مسلسلات
- الكبير اوي ج2 (2011)[4]
- الكبير أوي ج3 (2013)
- الكبير أوي ج4 (2014) [5]
- الكبير أوي ج5 (2015) [6]
- الكبير أوي ج6 (2022)
- الكبير أوي ج7 (2023)

### إعلانات
ظهرت شخصية حزلقوم في إعلانات فودافون فليكس وذلك عام 2015.

## وصلات خارجية
- بالفيديو.. تعليق حسام حسني على استعانة «حزلقوم» بـ«كل البنات بتحبك» - المصري اليوم